# П'єтро Торхіторіо III
П'єтро Торхіторіо III (італ. Pietro Torchitorio III; д/н — після 1188) — юдик (володар) Кальярського юдикату в 1163—1188 роках.

## Життєпис
Походив з торреського гілки династії Лакон-Гунале. Молодший син Гоннаріо II, юдика Торресу. При народженні отримав ім'я П'єтро. У 1147 році призначається на чолі кураторії Оттана. За цим оженився на старшій доньці Салусіо III, юдика Кальярі. Після смерті останнього 1163 року успадкував його владу.
Змінив ім'я на Торхіторіо III. З самого початку намагався отримати підтримку з боку Пізанської республіки. Втім невдовзі проти нього виступив Баризон II, юдик Арбореї, який був союзником Генуї, та також претендував на Кальярський юдикат. Торхіторіо III зазнав поразки й втік до Торреського юдикату. Втім у березні 1164 року за підтримки старшого брата Баризона II, юдика Торресу, та пізанців, зумів відвоювати Кальярі. У квітні союзники вдерлися до Арборейського юдикату, але не зуміли захопити замок Кабрас, де отабрився Баризон Арборейський.
1165 році разом з братом Баризоном II вирушив до Пізи, щоб пояснити конфлікт між мешканцями кураторії Оттанна і пізанцями. По поверненні Торхіторіо III уклав союз з Генуезькою республікою. У 1168 році було укладено мирні угоди між усіма сардинськими юдикатами, Генуезькою і Пізанською республіками.
Протягом 12 років Торхіторіо III мирно керував Кальярським юдикатом, продовжуючи політику попередників на підтримку монастирів та розвиток господарства. У 1180 році проти нього знову виступив Баризон II, юдик Арбореї, проте юдик Кальярі відбив усі напади та змусив супротивника замиритися.
В подальшому у 1183 році вступив у конфлікт з Пізанською республікою, що не бажала миритися з пізано-генуезьким двовладдям в місті Кальярі. У відповідь Торхіторіо III звернувся по допомогу до Генуї. Втім його брат Баризон II перейшов на бік Пізи. за цих обставин Кальярський юдик опинився в складній ситуації. У 1187 році проти нього виступили пізанці і П'єтро I, юдик Арбореї. Пізанцям вдалося знищити генуезьку колонію в Кальярі. Водночас на острові висадився Оберто Обертинг, марграф Масси, який всунув претендентом на трон свого сина Вільгельма, що був небожем дружини Торхіторіо III. У 188 році останній потрапив у полон. Його було відправлено до Пізи, решту життя провів у в'язниці.

## Родина
Дружина — Синіспелла, донька Салусіо III, юдика Кальярі
Діти:
- донька
- донька, дружина Ельдіціо Вісконті